# Joya de la Huerta
Joya de la Huerta är en ort i Mexiko.   Den ligger i kommunen Morelia och delstaten Michoacán de Ocampo, i den södra delen av landet, 230 km väster om huvudstaden Mexico City. Joya de la Huerta ligger 2 148 meter över havet och antalet invånare är 375.
Terrängen runt Joya de la Huerta är huvudsakligen kuperad, men åt nordost är den platt. Terrängen runt Joya de la Huerta sluttar österut. Runt Joya de la Huerta är det tätbefolkat, med 493 invånare per kvadratkilometer. Närmaste större samhälle är Morelia, 16,6 km nordost om Joya de la Huerta. I omgivningarna runt Joya de la Huerta växer huvudsakligen savannskog.